# Dicotomías de Saussure

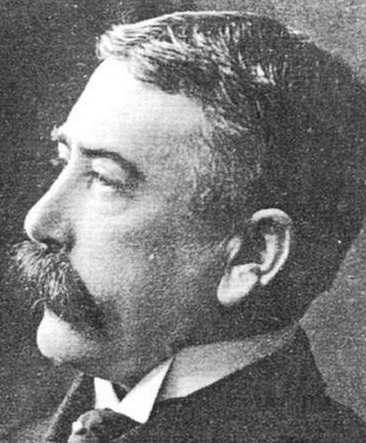
Ferdinand de Saussure.

Ferdinand de Saussure, lingüista suizo, considerado el padre de la lingüística, publicó en vida solamente Mémoire sur le système primitif des voyelles dans les langues indo-européennes  y la tesis De l'emploi du génitif absolu en sanscrit. Luego de su muerte en 1913, sus alumnos recopilaron sus lecciones y publicaron el Curso de lingüística basado en ellas.
En el Curso, se puede observar que Saussure postuló una serie de dicotomías. El enfoque teórico subyacente se conoció como estructuralismo europeo y tuvo continuadores a lo largo del siglo XX que desarrollaron ideas introducidas por Saussure junto algunos añadidos teóricos posteriores.

## Triple distinción: lenguaje-lengua-habla
En el capítulo 2 del libro Curso de lingüística general, Saussure distingue entre la lengua como artefacto cultural o producto social (langue), el lenguaje humano como actividad y proceso social (langage) y el habla individual e intencional como realización concreta de la actividad comunicativa (parole). 
Saussure destaca la diferencia entre esta «realización concreta e individual de una expresión lingüística o un conjunto de ellas» (habla o parole, en francés) y «el producto social que es asimilado por el individuo» (la lengua o langue, en francés). La lengua (langue) es un producto homogéneo y compuesto de signos, mientras que el lenguaje como actividad comunicativa (langage) es heterogéneo. La lengua (langue) existe por virtud de un tipo de contrato social que es conformado de manera individual en el acto concreto de hablar (parole) dentro del lenguaje como actividad social (langage).
Esta triple distinción explica el comportamiento verbal y la comunicación en los seres humanos desde la teoría de Saussure.
En cuanto a la precedencia temporal si uno se pregunta si primero existe la lengua o el habla, Sausure habría señalado que esa pregunta no estaba bien formulada ya que la lengua (o sistema) es necesaria para que el habla concreta se produzca, pero el habla es imprescindible para que la lengua se realice materialmente. Todos y cada uno de nosotros hemos llegado a poseer la lengua a través del habla. Desde luego, ninguno de nosotros ha podido hablar antes de hacerse mínimamente con la lengua. Sin embargo, Saussure afirma que el habla precede a la lengua. 
Saussure hace gran hincapié en la necesidad que tiene la ciencia lingüística de diferenciar bien la lengua y el habla, siendo su naturaleza y sus características tan distintas. Cada una deberá ser analizada como lo que es. Saussure insiste siempre en que la lengua y el habla, como realidades, son indisociables, y si las separamos es para poder analizarlas, ya que no podríamos hacerlo mezcladas.  Según Saussure, al separar la lengua del habla, se separa a la vez: 1º, lo que es social de lo que es individual; 2º, lo que es esencial de lo que es accesorio y más o menos accidental. 
La lengua es la parte social del lenguaje y que sólo existe en virtud de una especie de contrato establecido entre los miembros de la comunidad; el individuo por sí mismo, no puede modificarla ni crearla, necesita un aprendizaje para comprender y conocer su funcionamiento. Se trata de un fenómeno netamente psíquico, homogéneo y de adopción pasiva por parte de la comunidad. El habla, por el contrario, es un acto individual de voluntad e inteligencia por el cual los sujetos hablantes utilizan el código de la lengua para expresarse, heterogéneo y de naturaleza física, psíquica y fisiológica.

## Dicotomía: sincronía - diacronía
En este caso la oposición se establece no en el objeto de estudio, sino en la propia ciencia lingüística. La lingüística podrá ser sincrónica o diacrónica en función del tiempo. Como la lengua es un sistema que existe en la mente de los hablantes, debemos efectuar el estudio de sus elementos y de sus relaciones en una determinada época, según Saussure nunca debemos mezclar épocas diferentes, puesto que las relaciones y los elementos varían, como sabemos, con el correr del tiempo. 
Estudiar la lengua sincrónicamente quiere decir estudiarla tal como existe en una determinada época. Es lo que permite estudiar la lengua como sistema. Es el modo en que se centra Saussure.
Estudiarla diacrónicamente, es decir, en el transcurso del tiempo, no permite estudiarla como sistema. La lingüística diacrónica selecciona un determinado hecho de lengua y procura investigar su evolución hasta donde sea posible.  Archivado el 8 de julio de 2014 en Wayback Machine.

## Dicotomía: lingüística interna y lingüística externa
La lingüística interna es científica y se centra en el estudio de los sistemas. Sostiene que todas las lenguas son iguales, la estudia como código organizado. Examina la realidad tal como es, no tiene criterios de valoración, sino que le interesa dar explicaciones científicas y observaciones objetivas.
La lingüística externa se centra en el contexto donde vive la lengua, le interesa la lengua como institución social. Tiene criterios de valoración, le interesa señalar no sólo las relaciones que se dan entre lengua y contexto, sino también cómo deberían ser estas relaciones. Por ejemplo, las lenguas pueden ser más o menos importantes según tres criterios:
- El número de habitantes: la lengua que tiene un grupo más grande de seres humanos que la han adquirido como lengua materna es el chino. Hemos de decir, sin embargo, que el chino es una lengua complexa, es decir, una lengua que incluye variedades muy diversas entre sí. La variedad más extensa del chino es el chino mandarín con 650 millones de hablantes.

Las cuatro mayores son:
1.	Chino
2.	Inglés
3.	Español
4.	Indostánico o hindi
- El grado de difusión mundial: Se internacionaliza una lengua cuando traspasa sus propias fronteras y se convierte en vehículo de comunicación entre distintos pueblos que la utilizan en todo tipo de encuentros políticos, comerciales, culturales. Según este segundo criterio, hoy la lengua más importante es el inglés. El español es una lengua en auge y se enseña en cada vez más países del mundo.

- Su producción de textos de cultura: consideramos en primer lugar los textos científicos, por preservar y transmitir el conocimiento, y en segundo lugar los textos literarios, por ser en sí mismos arte. En cuanto a textos científicos, el 97% de ellos están en inglés. Y en cuanto a los literarios, hay más igualdad entre las distintas lenguas.

Para Saussure la primera y más importante de estas dos lingüísticas es la lingüística interna, la externa viene a añadir una serie de datos contextuales a lo que verdaderamente debe importar, que es la organización y el funcionamiento de la lengua. 

## Dicotomía: fuerza de intercambio - espíritu de campanario
Sobre toda lengua actúan dos fuerzas de efecto contrario simultáneamente:
- El espíritu de campanario es fuertemente tradicionalista, localista y cerrado, y ocasiona la resistencia por parte de los hablantes a todo uso ajeno a su propia tradición.
- La fuerza de intercambio es la que propaga los cambios lingüísticos a partir del punto en que se producen para evitar que se produzca el bloqueo comunicativo, que sería inevitable si cada subgrupo de hablantes se limitara a sus propios hábitos o transformaciones.

Gracias a estas dos fuerzas contrarias, la lengua mantiene su equilibrio y estabilidad a lo largo del tiempo. Tanto el tradicionalismo como la capacidad de aceptación de novedad son necesarios para que las lenguas desempeñen su papel en las sociedades humanas.